# 江波有紀
江波有紀（えなみ ゆき）は、日本の女流ピアニスト・音楽プロデューサー。

## 経歴
武蔵野音楽大学ピアノ科卒業。大学時代からアンサンブル活動を展開しており、独奏活動よりもスタートが早かった。声楽や室内楽などでレパートリーを増やしつつ、音楽プロデュースの仕事も既に始めていた。
独奏活動では主にフランス系やスペイン系作曲作品を専門としており、1996年にはドビュッシー作品によるCDを初リリース。ライヴ録音ではあったが、曲間に朗読が入るスタイルで話題となった。
1998年からアンサンブル活動にも再び力を入れている。
2000年からは演奏活動に加え、音楽プロデューサーとしても東京・千葉・宮城・新潟などでコンサートを企画制作する等の活動を展開。